# Rock Cup 2021-2022
La Rock Cup 2021-2022 è stata la 68ª edizione della Coppa di Gibilterra, la nona riconosciuta dalla UEFA, iniziata il 5 febbraio 2022 e terminata il 7 maggio 2022. Il Lincoln Red Imps, squadra campione in carica, si è riconfermato conquistando il trofeo per la diciannovesima volta nella sua storia.

## Primo turno
Partecipano a questo turno 7 squadre della National League e la squadra Hound Dogs per invito. Il sorteggio è stato effettuato il 7 gennaio 2022.
| Squadra 1       | Risultato       | Squadra 2        |
| --------------- | --------------- | ---------------- |
| 5 febbraio 2022 |                 |                  |
| Europa FC       | 6 – 1           | Lynx             |
| St Joseph's     | 9 – 0           | Hound Dogs       |
| 6 febbraio 2022 |                 |                  |
| Glacis United   | 0 – 0 (3-5 dtr) | College 1975     |
| Manchester 62   | 2 – 5           | Lincoln Red Imps |

## Quarti di finale
Partecipano a questo turno le 4 squadre vincitrici il primo turno, le 3 squadre sorteggiate per prime (Lions Gibraltar, Mons Calpe ed Europa Point) e la squadra FCB Magpies, vincitrice del Challenge Group nella stagione precedente, che accede di diritto a questo turno.
| Squadra 1       | Risultato       | Squadra 2        |
| --------------- | --------------- | ---------------- |
| 8 marzo 2022    |                 |                  |
| Mons Calpe      | 1 – 1 (3-4 dtr) | Europa FC        |
| 9 marzo 2022    |                 |                  |
| St Joseph's     | 1 – 1 (3-4 dtr) | College 1975     |
| 10 marzo 2022   |                 |                  |
| Lions Gibraltar | 0 – 3           | Lincoln Red Imps |
| 11 marzo 2022   |                 |                  |
| FCB Magpies     | 3 – 0           | Europa Point     |

## Semifinali
| Squadra 1        | Risultato | Squadra 2    |
| ---------------- | --------- | ------------ |
| 19 aprile 2022   |           |              |
| Lincoln Red Imps | 5 – 0     | College 1975 |
| 20 aprile 2022   |           |              |
| Europa FC        | 1 – 3     | FCB Magpies  |

## Finale
| Gibilterra 7 maggio 2022, ore 17:00 CEST                             | Lincoln Red Imps | 2 – 1 referto | FCB Magpies | Victoria Stadium |
| \| \| \| \| \| Añón 89’ Ronan 90+2’ \| Marcatori \| 45+1’ Sastrie \| |                  |               |             |                  |
|                                                                      |                  |               |             |                  |
| Añón 89’ Ronan 90+2’                                                 | Marcatori        | 45+1’ Sastrie |             |                  |